# لانس ميلن
لانس ميلن (بالإنجليزية: Kenneth Lancelot Milne)‏ هو سياسي أسترالي، ولد في 16 أغسطس 1915، وتوفي في 27 ديسمبر 1995. حزبياً، نشط في الديمقراطيون الأستراليون. وقد انتخب عضو مجلس جنوب أستراليا التشريعي وقد انضم خلال فترته النيابية (15 سبتمبر 1979 – 6 ديسمبر 1985)  للكتلة البرلمانية الديمقراطيون الأستراليون.